# Illes Semidi
Les illes Semidi són un arxipèlag de l'estat d'Alaska, Estats Units, que es troba al golf d'Alaska, al sud-oest de l'illa de Kodiak, a mig camí entre la península d'Alaska i l'illa de Chirikof. Està format per nou illes que tenen una superfície de 30,17 km² i es troben deshabitades. Les illes més grans del grup són Aghiyuk i Chowiet. Formen part de l' Alaska Maritime National Wildlife Refuge.

## Història
Foren descobertes el 1741 per Vitus Bering, que les anomenà Tumannoi ("boira", del rus туман). James Cook visità les illes el 1778. L'actual nom prové d'ostrova Semidy o Yevdokevskiye que li donà el tinent Gavril Sàritxev el 1826.